# François de Barthélemy
François de Barthélemy, anche noto come marchese de Barthélemy (Aubagne, 20 ottobre 1747 – Parigi, 3 aprile 1830), è stato un diplomatico e politico francese, che fu un membro di ideologia moderata del Direttorio durante l'ultima fase della Rivoluzione francese, ricoprendo poi incarichi anche in epoca napoleonica e durante la Restaurazione.

## Biografia

### Esordi
Nato nella cittadina provenzale di Aubagne, godette della protezione di uno zio, l'abate Jean-Jacques Barthélemy, notevole figura di letterato ed archeologo ante-litteram, dal 1753 direttore del Musée des monnaies, médailles et antiques. Dettaglio particolarmente importante era l'amicizia che lo legava al duca di Choiseul, già luogotenente generale del Regno di Francia, ambasciatore a Roma e a Vienna, ov'ebbe un ruolo rilevante nel capovolgimento delle alleanze che legò Casa d'Asburgo e Borbone-Francia, sino alla rivoluzione, poi ministro degli esteri di Luigi XV durante la guerra dei sette anni.
Tale relazione consentì al giovane François di accedere alla carriera diplomatica. Cominciò il servizio come segretario di legazione in Svezia ed in Gran Bretagna.

### Prima e seconda pace di Basilea
Scoppiata la rivoluzione, fu lui, nel 1791, a notificare alla corte di Giorgio III l'accettazione della Costituzione francese del 1791 da parte di Luigi XVI.
Nello stesso anno venne nominato ambasciatore di Francia in Svizzera. Con tale carica ebbe una parte di rilievo nella politica di pacificazione (interna ed esterna) condotta dalla convenzione termidoriana, nei mesi seguenti la caduta di Robespierre, il 9 termidoro (27 luglio 1794). Sua fu la responsabilità delle trattative che portarono, il 5 aprile 1795, alla prima pace di Basilea con la Prussia di Federico Guglielmo II e, il 22 luglio 1795, alla seconda pace di Basilea, con la Spagna di Carlo IV e del Godoy.
Ad essa va aggiunto un analogo trattato con l'elettore di Hesse ed un abortito tentativo di pacificazione anche con l'Inghilterra.

### La ripresa realista in Francia
Nel frattempo in Francia i realisti, sempre molto popolari e rappresentati alla Convenzione, poterono riorganizzasi, dando vita ad organizzazioni di punta, quali il Club di Clichy ed una vasta rete di corrispondenti nelle province. Essi diedero un decisivo contributo alla repressione delle due grandi insurrezioni del 12 germinale e 1º pratile (1º aprile e 20 maggio 1795), seguite dalla generale repressione dei montagnardi, impropriamente ricordata come il "Terrore bianco".
Inizialmente il sovrano in esilio Luigi XVIII (ormai riconosciuto dai monarchici dopo la morte del delfino Luigi Carlo nella prigione del Tempio l'8 giugno 1795) pensò di tentare una prova di forza, iniziata con la Dichiarazione di Verona, del 21 giugno 1795, che rigettava tutti i cambiamenti intercorsi in Francia a partire dal 1789. Seguirono due grandi fallimenti monarchici: la seconda guerra di Vandea (circa 24 giugno – 21 luglio 1795) e la fallimentare insurrezione del 13 vendemmiaio (Parigi, 5 ottobre 1795).

### La maggioranza realista ai Consigli
Al 13 vendemmiaio e allo sbarco a Quiberon era seguito un breve avvicinamento dei repubblicani moderati (detti termidoriani) ai giacobini che ebbe, tuttavia, vita breve, concludendosi con la grande paura scatenata dall'ultimo tentativo giacobino, quello di Gracco Babeuf e la sua famosa congiura degli Eguali del 1796. Essa fece sì che la situazione tornasse a rovesciarsi a favore dei di un rinnovato appeasement con i monarchici. Tale evoluzione non fu del tutto estranea alla liberazione, il 26 dicembre 1795, di Madame Royale, ultima figlia di Luigi XVI, ancora prigioniera a Parigi, che portò, il successivo 31 dicembre, all'armistizio con l'Austria di Francesco II d'Asburgo.
Pare certo che, a questo punto, lo stesso Luigi XVIII, ormai privo di una prospettiva militare, si fosse persuaso dell'opportunità di seguire la via costituzionale alla restaurazione. Acconsentì, quindi, a che il Club di Clichy si dedicasse alle elezioni dell'aprile-maggio 1797, per un terzo della camera. Una strategia che poteva contare sul vasto consenso popolare alla causa monarchica e che si tradusse nella conquista della maggioranza al Consiglio degli Anziani e dei Cinquecento. Tuttavia il fronte monarchico risultò diviso alle elezioni legislative in Francia del 1797: molti monarchici non accettarono le condizioni di Luigi poste nella Dichiarazione di Verona e rimasero costituzionali, mentre gli ultrarealisti si staccarono dal Club e presentarono liste indipendenti.

### Il rimpasto del Direttorio
Seguirono lunghi mesi nei quali la maggioranza parlamentare poté imporre una decisa "svolta a destra", segnata dall'abolizione delle leggi contro gli émigrés e i "preti refrattari". Al perfezionamento del disegno di restaurazione costituzionale mancavano ancora due elementi: il Direttorio e l'esercito. Al primo si pose parziale rimedio il 20 maggio 1797, con l'ingresso del de Barthélemy al posto di Le Tourneur. Mentre, contemporaneamente, veniva acquisito il consenso di Lazare Carnot (grande generale ex-giacobino e regicida) e proseguivano gli abboccamenti con Barras.

### L'opposizione dell'esercito
Assai più difficile appariva la conquista del consenso dell'esercito e ciò nonostante il prestigio di alcuni fra i maggiori esponenti "realisti", quali Pichegru e Willot, i quali vennero successivamente accusati di aver diffuso fogli di propaganda realista fra i reparti.
Tali tentativi vennero condannati al fallimento dagli inattesi ed incredibili successi del giovane generale Napoleone Bonaparte, prossimo a concludere la brillantissima Campagna d'Italia (il 17 ottobre 1797, con il Trattato di Campoformio). Più vicino a Parigi stava l'armata di Sambre e Mosella, comandata dal decisamente repubblicano Hoche.
L'equilibrio fra i due partiti, repubblicano e realista, restava, quindi, precario. Esso venne deciso, probabilmente, dalla posizione personale di Barras e Napoleone: entrambe avevano da farsi perdonare la repressione del 13 vendemmiaio e, comunque, ben poco avrebbero avuto da guadagnare, rispetto a quanto già non avessero, da una svolta realista a Parigi.

### L'affaire d'Antraigues e il colpo di Stato di fruttidoro
Napoleone intercettò l'esule realista conte d'Antraigues, in possesso di carte relative alle supposte manovre di un discutibile agente segreto, il conte di Montgaillard, relative ad un progettato colpo di mano realista a Parigi. Che i documenti fossero o non fossero autentici, la loro "scoperta" offrì ai direttori repubblicani la migliore delle occasioni per accusare di tradimento i deputati realisti e fermarne l'ascesa politica. Accadde così che Bonaparte inviasse a Parigi il generale Augereau, il quale, all'alba del 18 fruttidoro (4 settembre 1797), fece occupare dalla truppa il centro di Parigi, cui seguì una feroce repressione politica da parte dei tre direttori Barras, Reubell e La Reveillière-Lépeaux) sostenuti dall'esercito, contro la maggioranza moderata e realista del Consiglio dei Cinquecento e del Consiglio degli Anziani e i due direttori considerati realisti, Carnot e de Barthelémy.

### Arresto e deportazione
Dei due direttori "realisti" destituiti, Carnot fuggì (prima in Svizzera, poi a Norimberga), mentre de Barthélemy venne rinchiuso nella prigione del Tempio e colpito dal decreto di deportazione del 19 fruttidoro (5 settembre): giunse, quindi, in Guyana, insieme ad altri notevoli deputati quali Willot, Pichegru, Marbois (sessantuno in totale, fra deputati, giornalisti e preti).
Pochi mesi prima, il 30 aprile, lo zio, l'abate Jean-Jacques, suo antico protettore, era morto a Parigi, ancora membro dell'Académie française, ma, pare, in stato di grande povertà.

### Il breve esilio
Una volta in Guyana François, venne trasferito nella cittadina costiera di Sinnamary. Da lì, nel giugno 1798, riuscì a fuggire, insieme ad altri cinque, fra i quali Willot e Pichegru, raggiungendo prima la Guyana Olandese, e poi l'Inghilterra.

### Senatore del Primo Impero
Rientrò in Francia dopo il colpo di Stato del 18 brumaio (9 novembre 1799), che diede inizio alla dittatura militare di Napoleone Bonaparte. Qui diede un contributo all'instaurazione del Consolato e venne variamente ricompensato: il 24 gennaio 1800, con un seggio nel (piuttosto superfluo) Senato dell'Impero; il 9 ottobre 1803, con il titolo di cavaliere della Legion d'onore; il 26 aprile 1808 con il titolo di conte dell'impero, nel 1814 con la carica di presidente del Senato.
Con tale carica de Barthélemy presiedette la seduta nel corso della quale venne proclamata la decadenza dell'imperatore e Barthélemy stesso venne incaricato di portare le felicitazioni del Senato allo zar Alessandro I per la sua "magnanimità".

### La Restaurazione
Al principio della restaurazione, Barthélemy non ebbe difficoltà a riallinearsi al reinstaurato Luigi XVIII, che lo nominò membro della commissione reale incaricata della redazione dell'importante Carta costituzionale, proclamata a Parigi il 4 giugno 1814. Ne venne ricompensato con il titolo di pari di Francia, quello stesso 4 giugno, nonché con il titolo di Grande Ufficiale della Legion d'onore, il 4 gennaio 1815.
Nel corso dei cento giorni non aderì al rinnovato tentativo napoleonico, guadagnando la riconoscenza dal due volte reinstaurato Luigi XVIII. Questi lo nominò Ministro di Stato, il 5 ottobre 1815, e marchese, il 2 maggio 1818.
Negli ultimi anni della sua vita politica de Barthélemy prese raramente la parola alla Camera dei Pari, della quale era membro. Si ricorda, in particolare, il voto a favore della condanna a morte del maresciallo Ney, che veniva giudicato da quella Camera nel 1815 per essere tornato dalla parte di Napoleone durante i cento giorni.
Importante soprattutto, il suo intervento del febbraio 1819, allora passato tutt'altro che inosservato, per la restrizione dei diritti elettorali (rispetto ai limiti, già assai ristretti), allora in vigore: un tentativo coronato dalla modifica, il 2 marzo 1819, all'organizzazione dei collegi elettorali. Egli fu un monarchico costituzionale sostenitore sia della Carta francese del 1814 che delle prerogative reali.
Ma la sua richiesta di limitazione del suffragio non fu di grande effetto, tanto che i liberali dottrinari registrarono un notevole successo alle elezioni parlamentari parziali del 1819, segnate anche dall'ingresso alla Camera dei deputati dell'abate Grégoire, noto radicale repubblicano, già conosciuto come pretre citoyen durante la rivoluzione, e uno dei padri della Costituzione civile del clero, un fatto che allarmò moltissimo le potenze della Quadruplice Alleanza. Luigi XVIII ne fu talmente terrorizzato, da indurre Dessolles alle dimissioni, sostituendolo, il 18 novembre 1819, con il moderato Decazes. Alla fine si invalidarono quelle elezioni e si modificarono i collegi.
Barthélemy morì appena tre mesi prima della Rivoluzione di luglio, che segnò la definitiva caduta della monarchia dei Borbone; alla sua morte, venne sepolto nel cimitero di Père-Lachaise.
Il nome ed il titolo di marchese passarono, dopo la morte, al nipote, Sauvaire-Barthélemy, ricordato come membro dell'Assemblea Costituente del 1848.